# Pueblo Nuevo (Chiapas)
Pueblo Nuevo es una localidad del estado mexicano de Chiapas. Es parte del municipio de Tonalá.

## Demografía
| Gráfica de evolución demográfica |
|                                  |

| Censo | Población |
| ----- | --------- |
| 1910  | 154       |
| 1921  | 284       |
| 1930  | 383       |
| 1940  | 249       |
| 1950  | 212       |
| 1960  | 447       |
| 1970  | 615       |
| 1980  | 654       |
| 1990  | 731       |
| 2000  | 864       |
| 2010  | 983       |
| 2020  | 1 075     |